# Équipe de Grande-Bretagne féminine de rugby à sept
L'équipe de Grande-Bretagne féminine de rugby à sept est l'équipe qui représente la Grande-Bretagne aux Jeux olympiques d'été.

## Histoire
Alors que le rugby à sept devient un sport olympique après la décision du Comité international olympique en 2009, la méthode pour départager les équipes nationales d'Angleterre, d’Écosse et du pays de Galles reste confuse. Les trois fédérations s'entendent sur le fait que si au moins une des trois équipes britanniques se qualifiait pour les Jeux olympiques, l'équipe de Grande-Bretagne serait ainsi automatiquement représentée. Le CIO et l'International Rugby Board décident en 2014 que l'une des trois équipes nationales doit être désignée par la British Olympic Association et être alors la seule à avoir la possibilité de qualifier l'équipe britannique. Ainsi, à l'inverse du rugby à XV où il existe une équipe mixée, les Lions britanniques et irlandais, seule une fédération représentera la Grande-Bretagne aux Jeux olympiques d'été de 2016 ; la RFU est ainsi choisie. En se classant dans les quatre premières places à la clôture des World Rugby Women's Sevens Series de la saison 2014-2015, les Anglaises qualifient la Team GB pour les Jeux olympiques de 2016 de Rio de Janeiro ; les Britanniques terminent quatrième du tournoi.
À l'intersaison 2022, les Fédérations anglaise, écossaise et galloise décident conjointement d'aligner une équipe commune de Grande-Bretagne dès la saison 2022-2023 des séries mondiales, sur le principe des Jeux olympiques. Chacune des équipes nationales reste néanmoins indépendante dans le cadre de la Coupe du monde et des Jeux du Commonwealth.
L'équipe remporte les Jeux européens de 2023 qui se tiennent à Cracovie en battant la Pologne sur le score de 33 à 0. La Grande-Bretagne se qualifie donc pour les Jeux olympiques d'été de 2024 à Paris.

## Éligibilité des joueuses
Malgré la décision du CIO et de l'IRB de limiter la représentation de l’équipe de Grande-Bretagne à une seule fédération, cette dernière est libre de sélectionner des joueuses de deux des trois autres nations britanniques dans l'effectif destiné à disputer les Jeux olympiques ; en l'occurrence la fédération anglaise est en droit de sélectionner en 2016 des joueuses écossaises et galloises. Les joueuses nord-irlandaises ne sont elles pas éligibles à représenter la sélection britannique, à la suite de la décision de l'IRFU, régissant le rugby à XV sur l'ensemble de l'Irlande en tant qu'île, sans distinction des frontières du Royaume-Uni.